# Джалал-Абад
Джалал-Абад (кирг. Жалалабат) — місто в Киргизстані, адміністративний центр Джалал-Абадської області.

## Географія
Відстань до столиці Киргизстану Бішкека становить 650 км. За 60 км на південний захід розташоване місто Ош. Геологічне розташування: передгір'я Тянь-Шанського хребта у підніжжя невеликих гір Айип-Тоо на висоті 763 м над рівнем моря у Когартській долині. Долина розташована в поясі субтропіків. Віддаленість від великих водойм обумовлює континентальність та засушливість клімату. Середньорічна температура становить +13°С, у липні +25 +27°С, у січні — −3 −5°С.

## Історія
Виник як кишлак біля цілющих джерел. З ростом населення поселення з'явились майстерні: гончари, ремісники, розвивалися кустарні майстерні, які вподальшому давали початок невеликим обробним підприємствам.
На початку XIX століття збудована фортеця Кокандського ханства.
В червні 2010 року в Ошській та Джалал-Абадській областях Киргизстану спалахнули міжетнічні конфлікти між місцевими киргизами та узбеками, внаслідок чого загинуло кілька сот осіб.
| Киргизстан | Це незавершена стаття з географії Киргизстану. Ви можете допомогти проєкту, виправивши або дописавши її. |